# Naissance des pieuvres
Water Lilies (en francés, Naissance des Pieuvres) es una película francesa de 2007 en la cual debutó como escritora y directora Céline Sciamma.

## Argumento
La película sigue de cerca el despertar sexual de tres amigas de 15 años a lo largo de un verano. En la privacidad y soledad de los vestuarios de la piscina ellas encuentran su florecimiento. Marie (Pauline Acquart), Anne (Louise Blachère) y Floriane (Adèle Haenel) aprenden el verdadero significado de la excitación y el poder de la atracción sexual.
Todo comienza cuando, Marie asiste a la presentación del equipo de natación sincronizada de su amiga Anne y queda impresionada al ver a la capitana del equipo júnior de natación, Floriane, una chica hermosa y popular.  Marie parece estar física y emocionalmente atraída por Floriane desde aquel momento y expresa su interés en formar parte del equipo con el fin de acercarse más a ella, a quien el resto de las chicas consideran como una "chica fácil". 
Marie se entera de una fiesta organizada por los chicos de la piscina y pretende ir para poder conocer a Floriane, Anne también muestra interés en ir a la fiesta para estar cerca de Francois, un chico del equipo de natación del que está secretamente enamorada. Así pues, ambas asisten a la fiesta y al llegar, Marie busca a Floriane y cuando esta se dirige a los baños, la sigue y logra hablar con ella un momento, cuando le expresa que le gustó su presentación.
Al día siguiente, Marie espera a Floriane en la piscina y le pide entrar en el equipo, en recompensa le haría cualquier favor; ella no muestra el más mínimo interés pero se retracta segundos después y accede.
Días después Floriane cita a Marie a su casa con el propósito de usarla como excusa para salir con Francois, cosa que Marie nota y decide no ser más utilizada por Floriane, pero esta le pide disculpas y comienzan a estar más unidas cuando esta última la lleva con ella a competiciones y entrenamientos de su equipo.
Con el tiempo, Floriane exhibe su proteccionismo y actitud para cuidar a Marie de las otras chicas al regalarle la medalla obtenida en una competición.
Cuando Marie ve en un momento posterior en el tiempo, Anne está resentida con ella por ignorarla. Marie le dice que ella estaba pasando tiempo con su prima. Anne acepta esta explicación. Ella no sabe el interés de Marie hacia Floriane. Al día siguiente, Anne habla con Francois. Mientras tanto, Floriane confiesa a Marie que ella no ha tenido relaciones sexuales, a pesar de lo que todos en el equipo de natación parece pensar. 
Floriane le cuenta a Marie que un día ella estaba practicando en el agua y el instructor de natación le mostró su pene bajo el agua. Cuando Floriane le pregunta a Marie si tiene alguna historia similar que contar, Marie se muestra tranquila y Floriane le dice que ella es muy afortunada. Ambas van a casa de Floriane y ella le obsequia a Marie un traje de baño y pasan tiempo juntas acostadas en la cama, tomadas de la mano. Después de una práctica de natación, Marie se siente destrozada cuando ve a Floriane besándose con Francois. Floriane, sin embargo, cuenta a Marie su miedo a lo que pasará si Francois descubre que ella no es realmente una chica fácil y no se decide por la posibilidad de tener relaciones sexuales.
Después de pasar la noche en un club nocturno, donde Floriane besó a un hombre mayor, le dice a Marie que ella realmente le gusta. De hecho, ella quiere que Marie sea su "primera". Marie rechaza a Floriane. Más tarde ese día, Marie se reúne con Anne en un centro comercial y Anne roba un collar. Cuando las dos almuerzan en McDonalds, Marie le dice a Anne que ella es inmadura y luego sale del lugar dejándola sola. Cuando Anne entra en el vestidor masculino de la piscina después de su enfrentamiento con Marie, ella le da el collar a Francois, que después él regala a Floriane. Ella confiesa que Francois que quiere verla esa noche cuando sus padres no están en casa. Marie le dice que ella hará lo que Floriane le había pedido hacer. En la cama, parece que Marie cumplió la meta.
Cuando Anne ve a Marie, le dice a su amiga que Floriane tuvo relaciones sexuales con Francois. Después Marie y Anne, comparten un beso, Marie dice a Anne que le gusta alguien. Anne asume que se trata de un enamoramiento heterosexual. En la fiesta de la natación, Anne escupe en la boca de François cuando intenta tener relaciones sexuales con ella.
En el vestuario, Marie y Floriane comparten un beso apasionado. Floriane deja a Marie llorando cuando ella indica que ella va a volver a la fiesta, diciendo a Marie que la "salve" si Francois resulta ser "un patán". La película concluye con Marie saltando con la ropa puesta en la piscina, con Anne siguiendo las acciones de Marie. Flotan sobre su espalda juntas en la piscina, mientras Floriane baila en la fiesta, ajena al efecto que sus acciones han tenido sobre Marie y Anne.